# Hollandse smoushond
Hollandse smoushond – jedna z ras psów, należąca do grupy psów w typie pinczera i sznaucera, molosów, szwajcarskich psów pasterskich oraz innych ras. Zaklasyfikowana do sekcji psów w typie pinczera i sznaucera, w podsekcji pinczerów. Nie podlega próbom pracy.

## Rys historyczny
W XIX wieku w Niemczech dużą popularnością cieszyły się szorstkowłose pinczery, zwłaszcza o umaszczeniu czarnym. Kiedy w miocie pojawiały się szczenięta płowe – eliminowano je. Dzięki działaniom holenderskiego handlarza, nazwiskiem Abraas, część niepożądanych, płowych osobników trafiła do Amsterdamu, do właścicieli stajni, gdzie sprawdzały się jako szczurołapy.
Liczba pinczerów stajennych zmniejszyła się na skutek działań II wojny światowej. W latach 70. XX wieku odtworzono hodowlę dzięki staraniom m.in. hodowczyni H. M. Barkman z Drenthe.
Współczesny hollandse smoushond jest rasą wyrównaną eksterierowo oraz charakterologicznie.

## Wygląd
Pinczer holenderski ma małe, czarne oczy, czarny nos i trójkątne uszy, osadzone wysoko i załamane ku przodowi.

### Szata i umaszczenie
Sierść jest twarda, średniej długości, szorstka, na głowie tworzy wąsy, brwi i brodę.

## Zachowanie i charakter
Hollandse smoushond jest psem żywym, oddanym właścicielowi, dostatecznie opanowanym. Lubi polować na szczury i inne gryzonie.